# 捷秋希
54°56′N 48°50′E / 54.933°N 48.833°E
捷秋希（俄语：Тетю́ши）是俄羅斯韃靼斯坦共和國西南部的一個城市，位於伏爾加河（古比雪夫水庫）畔，位於首府喀山西南180公里。2002年人口11,931人。
1781年設市。